# Cerradomys langguthi
Cerradomys langguthi es una especie de roedor de la familia Cricetidae.

## Distribución geográfica
Se encuentra en Brasil.  